# 진주동명중학교
진주동명중학교(晋州東明中學校)는 대한민국 경상남도 진주시 초전동에 있는 사립 중학교이다.

## 학교 연혁
- 1952년 4월 10일 : 재단법인 해인학원 설립
- 1967년 9월 18일 : 진주강남중학교 설립 인가 (6학급)
- 1968년 5월 11일 : 진주강남중학교 개교
- 1969년 8월 22일 : 학교법인 삼성학원 설립 인가
- 1969년 9월 11일 : 학교법인 삼성학원으로 본교 설립자 변경
- 1971년 2월 15일 : 제1회 졸업식
- 1971년 8월 5일 : 진주동명중학교로 교명 변경 인가
- 1972년 1월 25일 : 진주시 상대2동 304-4 교사로 이전
- 1979년 5월 3일 : 배구부 창단
- 1981년 8월 31일 : 학교법인 정천학원 설립 인가
- 1990년 4월 28일 : 학교법인 정천학원 김흥치 이사장 취임
- 1992년 6월 25일 : 학급증설 인가 (30학급)
- 1997년 2월 28일 : 진주시 대신로 454-25(초전동) 신축교사로 이전
- 2021년 9월 1일 : 최종헌 교장 취임
- 2023년 1월 4일 : 제53회 졸업식(졸업생 연인원 18,554명)

## 참고 자료
- 진주동명중학교 - 한국교육학술정보원 학교알리미